# Гамбарова, Эльмира Эльдар кызы
Эльмира Эльдар кызы Гамбарова (азерб. Elmira Eldar qızı Qəmbərova; род. 14 марта 1994) — азербайджанский борец, бронзовая призёрка чемпионата Европы 2019 года. Серебряная призёрка Европейских игр 2019 года и чемпионата Европы среди юниоров 2014 года.

## Биография
Родилась в 1994 году. Борьбой активно начала заниматься с 2011 года под руководством Аслана Агаева.  В 2014 году заняла второе место на чемпионате Европы среди юниоров, а в 2015 году — третье место на чемпионате Европы среди молодёжи. 
В 2017 году приняла участие на взрослом чемпионате Европы. В этом же году заняла третье место на Исламских играх солидарности и выступила на чемпионате мира, где заняла 12-е место. 
На чемпионате Европы в Бухаресте в 2019 году завоевала бронзовую медаль взрослого чемпионата уступив только в четвертьфинальном матче россиянке Светлане Липатовой.
В 2019 году на Европейских играх в Минске, азербайджанская спортсменка завоевала серебряную медаль, уступив в финале Юлии Ткач из Украины.